# Mia Repac
Mia Repac (* 25. April 2004) ist eine australische Tennisspielerin.

## Karriere
Repac begann mit sechs Jahren das Tennisspielen und spielt bislang vor allem Turniere der ITF Women’s World Tennis Tour, wo sie bisher aber noch keinen Titel gewinnen konnte.
2020 erhielt sie eine Wildcard für die Qualifikation zum Hauptfeld im Dameneinzel der Hobart International, ihrem ersten Turnier auf der WTA Tour. Sie verlor aber bereits ihr erstes Match gegen Kristie Ahn mit 2:6 und 2:6. Bei den anschließenden Australian Open startete sie im Juniorinneneinzel, wo sie knapp mit 6:1, 4:6 und 3:6 gegen Julie Belgraver ausschied. Im Juniorinnendoppel erhielt sie zusammen mit ihrer Partnerin Roopa Bains ebenfalls eine Wildcard. Sie verloren ihr Auftaktmatch gegen Kristýna Lavičková und Darja Viďmanová mit 3:6 und 6:75.